# Palazzo comunale (Bordighera)
Il palazzo comunale di Bordighera è un edificio civile pubblico situato in via XX Settembre, in provincia di Imperia.
Il palazzo fa parte degli immobili sottoposti a vincolo dalla Soprintendenza per i Beni Architettonici e Paesaggistici della Liguria.

## Storia

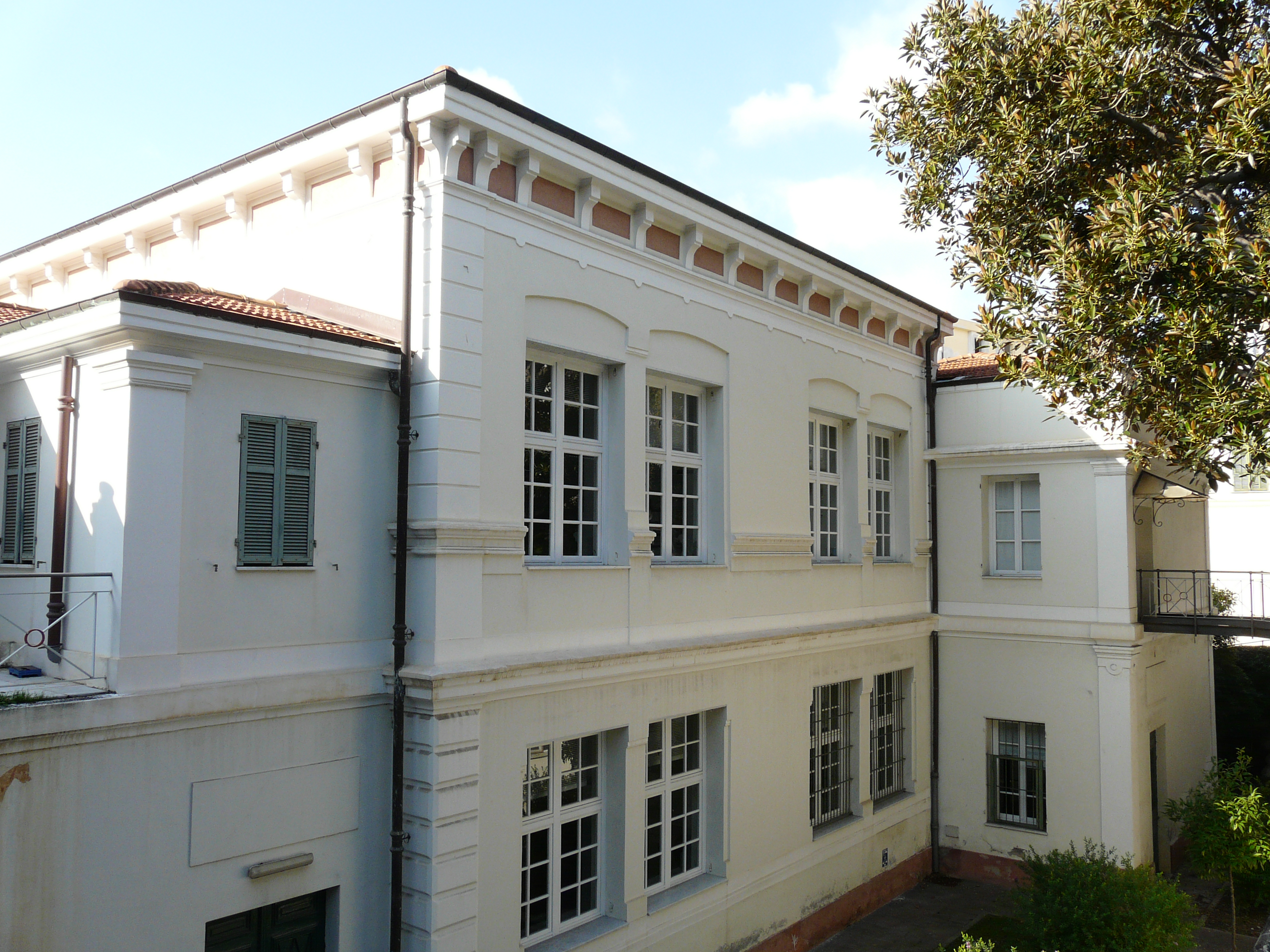
Particolare della struttura

Il municipio attuale è stato costruito su disegno dell'architetto francese Charles Garnier. Garnier, che aveva abbandonato Parigi a causa della Commune, cercava un terreno a Bordighera per costruire la sua futura villa. Nel 1871, propose al comune di comprare il terreno dove si trovava l'unica scuola della città. L'offerta fu particolarmente generosa, si trattava di 6.000 lire, che avrebbero permesso di ricostruire una nuova scuola e per facilitare la transazione Garnier offrì gratuitamente il progetto da lui disegnato.
Il progetto prevedeva un edificio classico, che ben s'integrasse con il borgo antico (Bordighera alta), che si trovava alle sue spalle. Inoltre le nuove scuole prevedevano non solo una nuova sezione maschile per sostituire quella venduta, ma anche una sezione femminile ed una per l'infanzia. Il progetto era da considerarsi veramente innovativo per l'epoca e il comune accettò la proposta. Durante i lavori, che non furono seguiti da Garnier, si presentarono numerosi problemi tecnici e ritardi nelle consegne. Fu solo nel 1878 che una parte dell'edificio giunse finalmente al termine.
Nel frattempo la popolazione era cresciuta e la città decise di costruire una nuova scuola che fu poi aperta nel 1886. Con il trasferimento dei locali scolastici, il comune decise di utilizzare l'edificio come propria sede centrale. Più tardi il comune fece scolpire sulla facciata lo stemma della città, un leone rampante che si appoggia ad un pino marittimo. La scelta dell'ornamento si fa risalire ad una contesa con la vicina città di Sanremo. Bordighera, che ha l'appellativo di “Regina delle Palme”, desiderava veder rappresentata la palma sul proprio stemma, ma Sanremo riuscì a depositare la richiesta per prima e Bordighera dovette così accontentarsi del pino quale simbolo araldico..
All'interno del municipio si possono ammirare numerosi quadri di vari artisti che hanno soggiornato a Bordighera, tra cui: Pompeo Mariani, Giuseppe Ferdinando Piana, Giuseppe Balbo, Friederich von Kleudgen, etc.

## I giardini

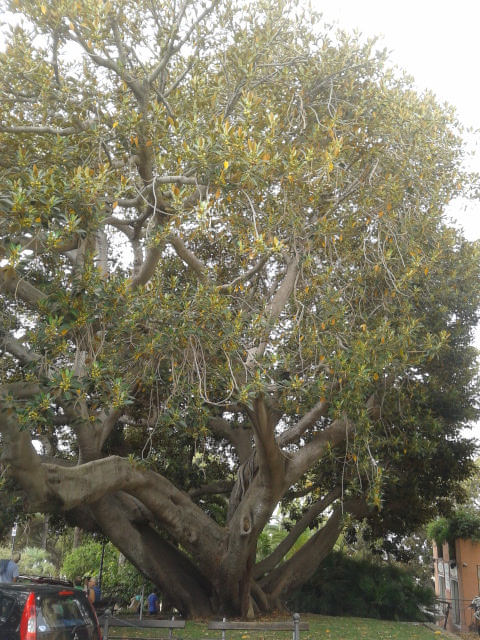
L'esemplare di Ficus macrophylla vicino alla Spianata del Capo

I veri giardini del municipio si trovano fra l'edificio progettato da Charles Garnier e la Spianata del Capo. Questi giardini, benché di dimensione ridotta, possono vantare due grandissimi Ficus macrophylla centenari oltre naturalmente a numerose varietà di piante esotiche (agavi, palme, piante grasse, ecc.) come si possono ammirare in tutti i giardini bordigotti.
Il 17 gennaio 1954, la città pose un busto in onore di Ludwig Winter, suo illustre cittadino d'adozione, come segno d'omaggio ad un uomo che tanto aveva fatto per dare lustro alla città ed alla Riviera. Questo fatto da talvolta adito a confusione. Erroneamente alcuni chiamo questi giardini anche Giardini Winter, ma i veri giardini Winter si trovano al 6 della via Ludovico Winter, sempre a Bordighera.
Ai piedi del municipio e di Bordighera vecchia, vi è un'ampia zona verde che viene chiamata in vari modi: i giardini del capo o, più comunemente, la Pineta del Capo. I giardini sono molto vasti, e ricchi di piante molto vecchie come pini, ulivi, palme e svariate altre specie, ma soprattutto spiccano degli esemplari di Araucaria Heterophylla molto vecchi. Nella pineta si trova anche il busto in onore del pittore Mosè Bianchi, che spesso venne a Bordighera per soggiornarvi e trascorrere del tempo con il nipote Pompeo Mariani. Sempre nella Pineta del Capo, ma un po' più in basso, si trova un monumento in onore a Charles Garnier.
Il 15 maggio 2015 è stato inaugurato il Marabutto, si tratta di un'antica polveriera che si trova attualmente nella pineta del capo. Il nome si deve alla forma del piccolo edificio che richiama le tombe dei santoni musulmani (un cubo sormontato da una cupola), il cui nome è appunto marabutto. Vicino al Marabutto si possono ammirare tre vecchi cannoni molto amati dalla popolazione al punto da essere chiamati per nome: Butafoegu, Tiralogni e Cacastrasse.
Dietro all'edificio comunale si trova uno dei quattro Ficus magnolioides censiti dal Corpo forestale dello Stato. L'albero monumentale ha un'età presunta di circa 100 anni, con un'altezza di 18 metri e un diametro di fusto di 1040 cm.

## Galleria d'immagini

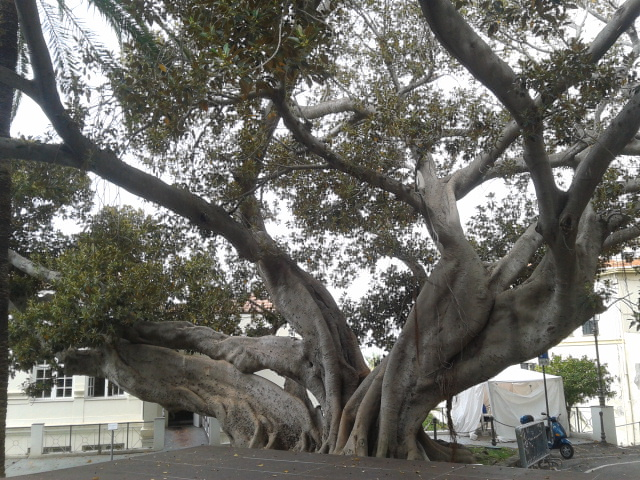
Ficus macrophylla, dietro al Municipio di Bordighera
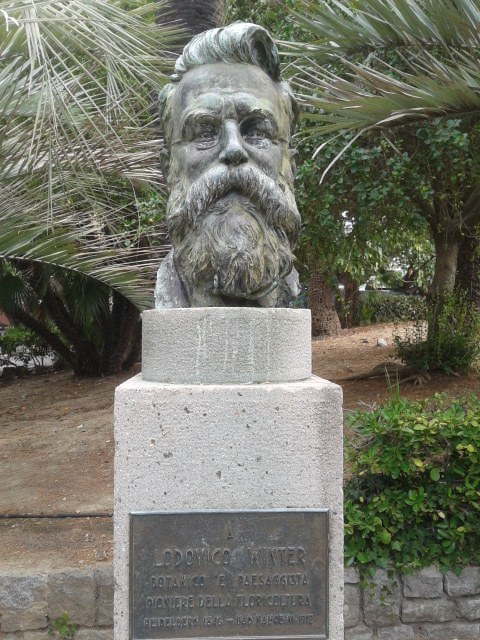
Ludwig Winter, monumento sito nei giardini del Municipio di Bordighera
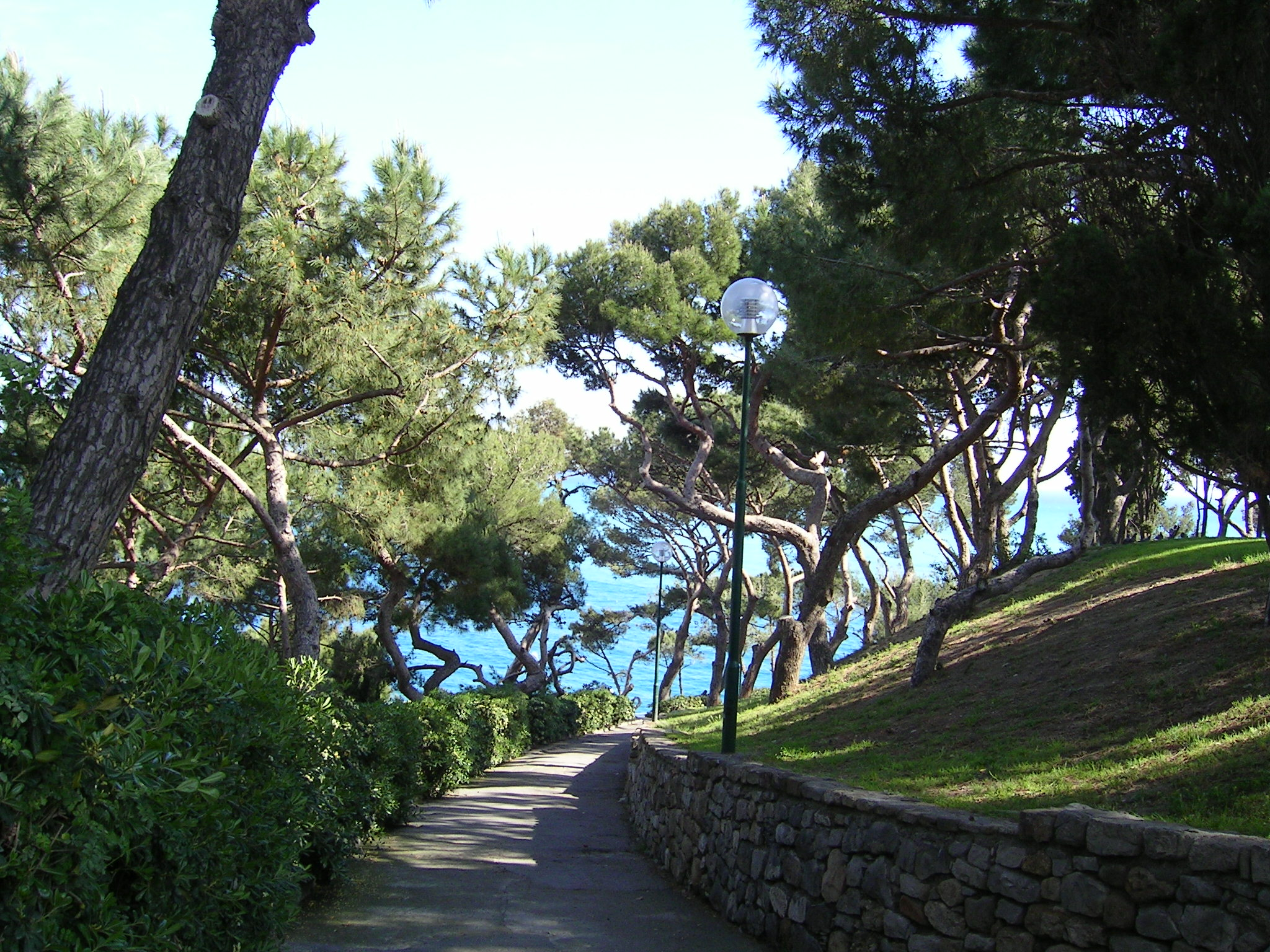
Pineta del Capo, Bordighera
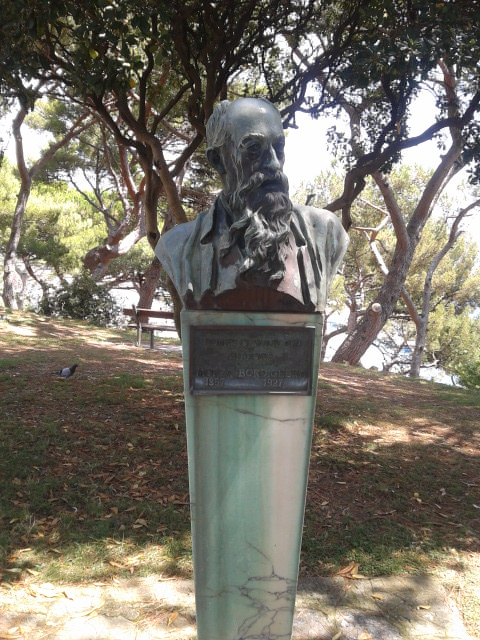
Mosè Bianchi, monumento Pineta del Capo, Bordighera
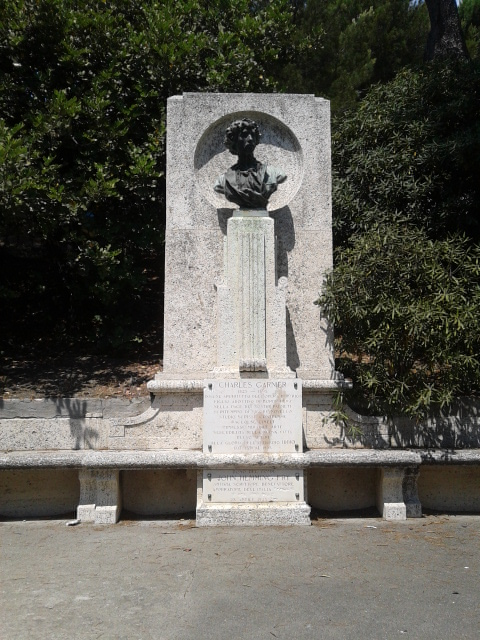
Monumento a Charles Garnier, Pineta del Capo, Bordighera
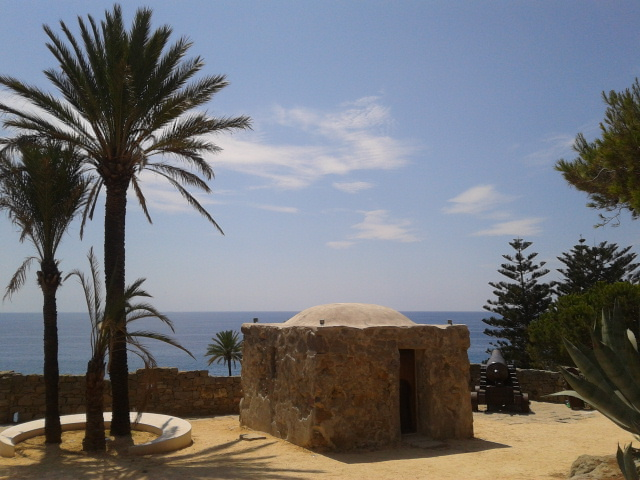
Marabutto, Pineta del Capo, Bordighera